# Edströmstjärnen
Edströmstjärnen är en sjö i Kramfors kommun i Ångermanland och ingår i Ångermanälven-Gådeåns kustområde. Sjöns area är 0,05 kvadratkilometer och den är belägen 289 meter över havet.